# Jurij Romanenko
Jurij Viktorovič Romanenko (in russo: Юрий Викторович Романенко) (Oblast' di Orenburg, 1º agosto 1944) è un cosmonauta sovietico.